# Rob Langereis
Robert „Rob“ Langereis (* 7. Februar 1939 in Amsterdam; † 8. August 2014 in Bussum) war ein niederländischer Jazzbassist (auch E-Bass, Gitarre).

## Leben und Wirken
Langereis (auch Rob Langerijs) spielte ab Mitte der 1960er-Jahre im Quartett des Pianisten Misha Mengelberg; nach Ansicht von Michiel de Ruyter war das Quartett, das 1966 auf dem Newport Jazz Festival auftrat, „erst mit Jacques Schols und dann Rob Langereis am Baß, [...] Mitte der sechziger Jahre zu einer der besten Jazzgruppen geworden, die die Niederlande je hervorgebracht hatten.“ In den 1960er- und 1970er-Jahren arbeitete er u. a. mit dem Klaus Weiss Trio, der Festival Big Band (Explosive!, 1971), dem Piet Noordijk Quartet und dem Rob Agerbeek Quintet. Zwischen 1978 und 1999 wirkte er als Mitglied des Metropole Orkest, mit dem zahlreiche Aufnahmen entstanden. Auch arbeitete er mit The Skymasters (der Bigband der AVRO), dem Timeless Orchestra und im Duo mit Frans Elsen. Weiterhin war er als Dozent am Konservatorium von Hilversum tätig.
Im Bereich des Jazz war er zwischen 1966 und 1999 an 129 Aufnahmesessions beteiligt, u. a. bei Eef Albers, Pia Beck, Don Byas, Blind John Davis, Dusko Goykovich, Peter Herbolzheimer, Chris Hinze, Pim Jacobs, Greetje Kauffeld, Little Willie Littlefield, Tete Montoliu, Wim Overgaauw, Rogier van Otterloo, Zoot Sims, Toots Thielemans, Conny Vandenbos und Ben Webster  (Live in Amsterdam, 1969). Als Gast der WDR Big Band Köln wirkte er 1988 bei Aufnahmen mit Friedrich Gulda und Joe Zawinul mit (Music for Two Pianos).